# District rural al Germaniei
Un district rural (în germană: Landkreis), în unele landuri numit simplu district (Kreis), este o unitate teritorial-administrativă din Germania cu o anumită autonomie în administrația proprie. Pe teritoriul unui district rural se află și orașe (în germană Stadt) din categoria celor mici, și care nu au statut administrativ de districte urbane.
În unele landuri unitatea administrativă imediat superioară de care țin districtele rurale și urbane este regiunea administrativă de tip Regierungsbezirk. În celelalte landuri districtele țin direct de land.
Districtele rurale se subîmpart în comune (Gemeinde); în unele landuri germane există și grupări de comune (Verbandsgemeinde).